# Кики Бертенс
Кики Бертенс (на нидерландски: Kiki Bertens) е нидерландска тенисистка, родена на 10 декември 1991 г.
Нейната най-висока позиция в ранглистата за жени на WTA е 57 място, постигнато на 1 октомври 2012 г. През 2012 г. на турнира във Фес печели титлата след победа на финала над Лаура Поус Тио. Това е нейният първи трофей от календара на WTA.

## Финали на турнирите от WTA Тур

### Титли на сингъл (1)
| До 2009                  | От 2009                |
| ------------------------ | ---------------------- |
| Голям шлем (0)           |                        |
| Шампионат на WTA Тур (0) |                        |
| I категория (0)          | Задължителни висши (0) |
| II категория (0)         | Висши 5 (0)            |
| III категория (0)        | Висши (0)              |
| IV и V категория (0)     | Международни (1)       |

| финал № | дата          | турнир                                                    | място | настилка | съперничка на финала | резултат     |
| 1.      | 28 април 2012 | Гран при на Нейно Кралско Височество принцеса Лала Мерием | Фес   | клей     | Лаура Поус Тио       | 7 – 5, 6 – 0 |